# Stephen Conway
 (mars 2016).
Si vous disposez d'ouvrages ou d'articles de référence ou si vous connaissez des sites web de qualité traitant du thème abordé ici, merci de compléter l'article en donnant les références utiles à sa vérifiabilité et en les liant à la section « Notes et références ».
Stephen David Conway est un prélat de l'Église d'Angleterre né le 22 décembre 1957. Membre de la Société des prêtres catholiques, il est archidiacre de Durham (en) de 2002 à 2006, puis évêque, successivement de Ramsbury de 2006 à 2010, d'Ely de 2010 à 2023 et enfin de Lincoln depuis 2023. En cette qualité, il siège à la Chambre des lords depuis 2014 parmi les autres Lords Spiritual (en).